# Kolegiata św. Wincentego w Soignies
Artykuł ten został zgłoszony do umieszczenia na stronie głównej w rubryce „Czy wiesz”.
Pomóż nam go sprawdzić: oceń zgłoszoną nominację.
Kolegiata św. Wincentego (fr. Collégiale Saint-Vincent) – wczesnoromańska świątynia rzymskokatolicka znajdująca się w belgijskim mieście Soignies.
W kolegiacie przechowywane są szczątki św. Wincentego Madelgariusza. Od 1262 roku corocznie w poniedziałek po Zesłaniu Ducha Świętego ulicami miasta przechodzi procesja z relikwiami świętego, której organizacją zajmuje się Bractwo św. Wincentego.

## Historia
Od VII do X wieku w Soignies znajdował się klasztor. Dzisiejszy kościół został wzniesiony w XI wieku przez kanoników tutejszej kapituły. W drugiej ćwierci XIII wieku w świątyni umiejscowiono relikwiarz ze szczątkami św. Wincentego, który w latach 70. tegoż stulecia uzupełniono o relikwie jego głowy. W 1262 biskup Cambrai zezwolił na organizację procesji ze szczątkami świętego w poniedziałek po uroczystości Zesłania Ducha Świętego. W XIII wieku do świątyni dobudowano od południa krużganek i kapitularz. W XIV wieku wykonano rzeźbę Matki Bożej, a w połowie XV wieku – grupę figur przedstawiających złożenie Chrystusa do grobu. W nowożytności wielokrotnie opisywano cuda, jakich miały doświadczyć osoby mające kontakt z relikwiami św. Wincentego, co sprowadzało do Soignies licznych pielgrzymów. W XVII powstało wykonano barokowe wyposażenie kościoła, m.in. ambonę, stalle czy figury apostołów. W 1711 roku zainstalowano 22-głosowe organy autorstwa Jeana Lachapelle’a. Kapitułę rozwiązano 25 listopada 1797 podczas rewolucji francuskiej, od 1802 świątynia pełni funkcję kościoła parafialnego. W 1841 rozebrano barokowe organy i zastąpiono je nowym instrumentem, wykonanym przez François Bernarda Loreta, który służył parafii przez około 60 lat. W latach 1898–1904 świątynię wyremontowano.

## Architektura
Świątynia wczesnoromańska, trójnawowa, o układzie bazylikowym, z transeptem. Kościół posiada dwie wieże, jedną dostawiono do świątyni od frontu, a drugą wzniesiono nad skrzyżowaniem naw. Od południa do kolegiaty dostawione są zabudowania służące dawniej kanonikom, w których mieści się muzeum.

## Galeria

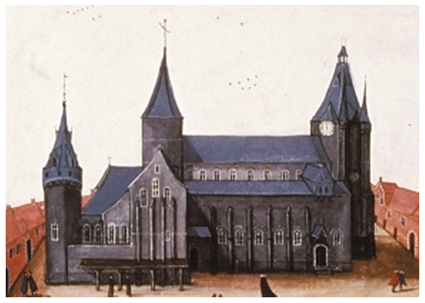
Widok na kościół w XVII wieku
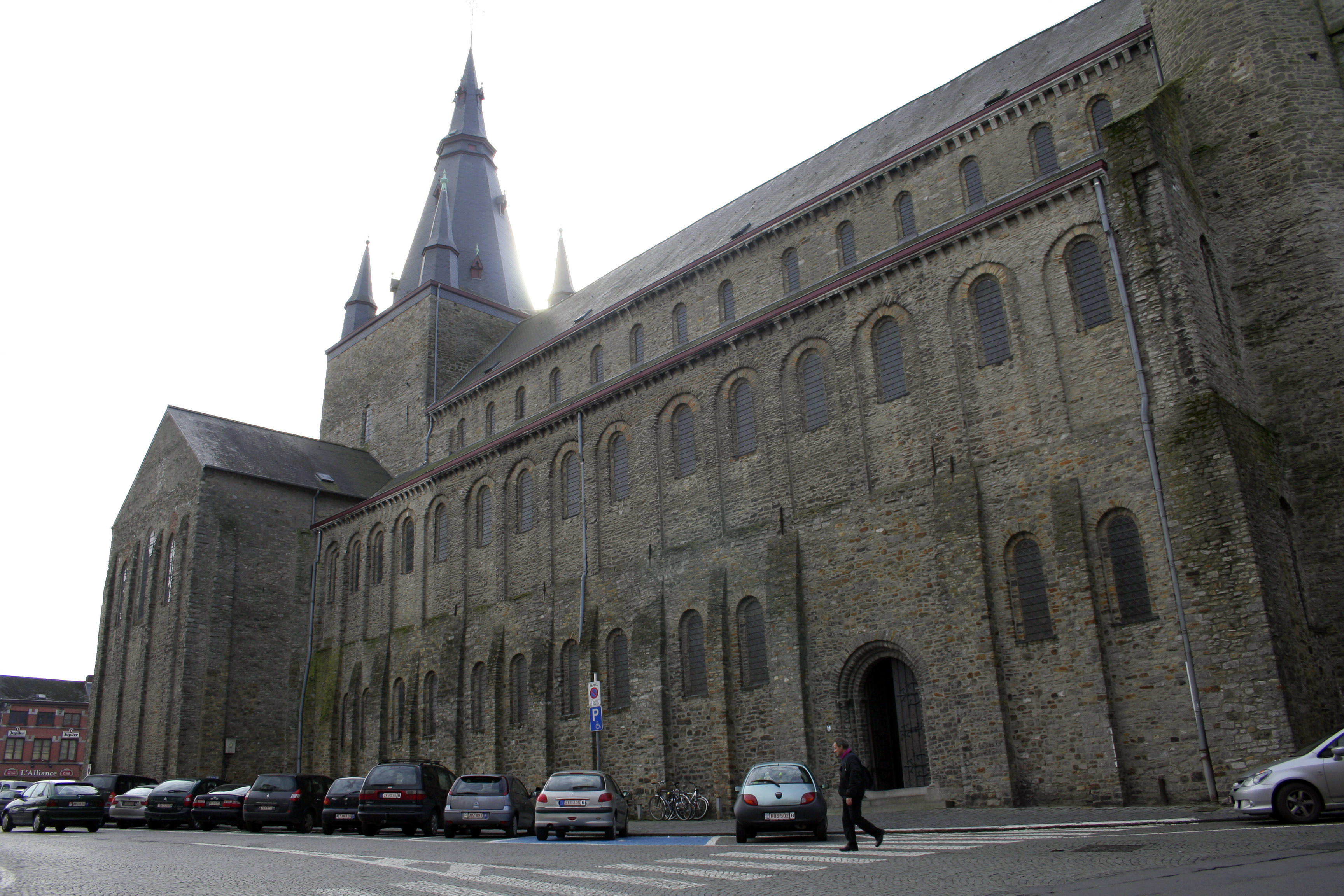
Elewacja nawy bocznej
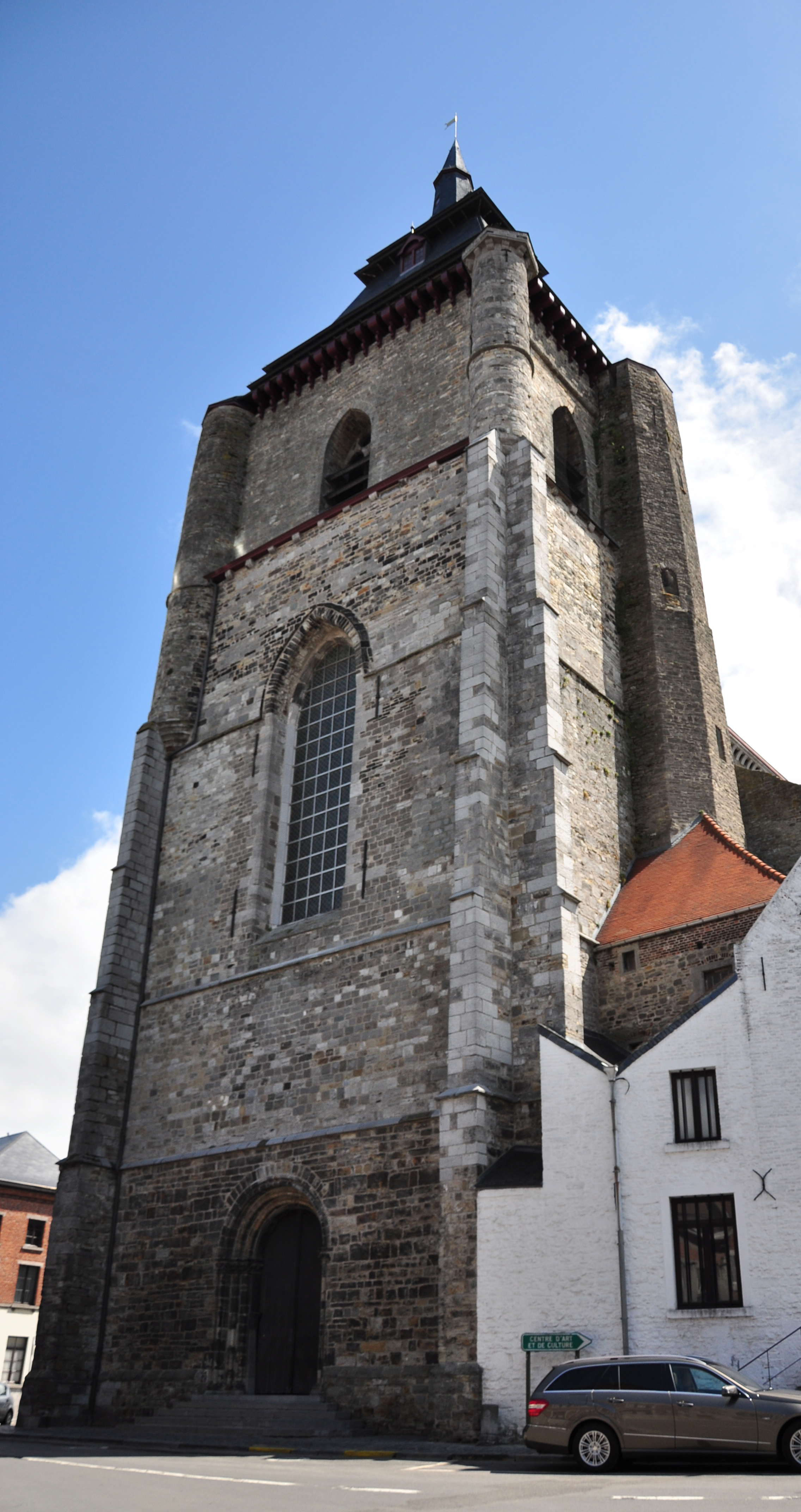
Fasada
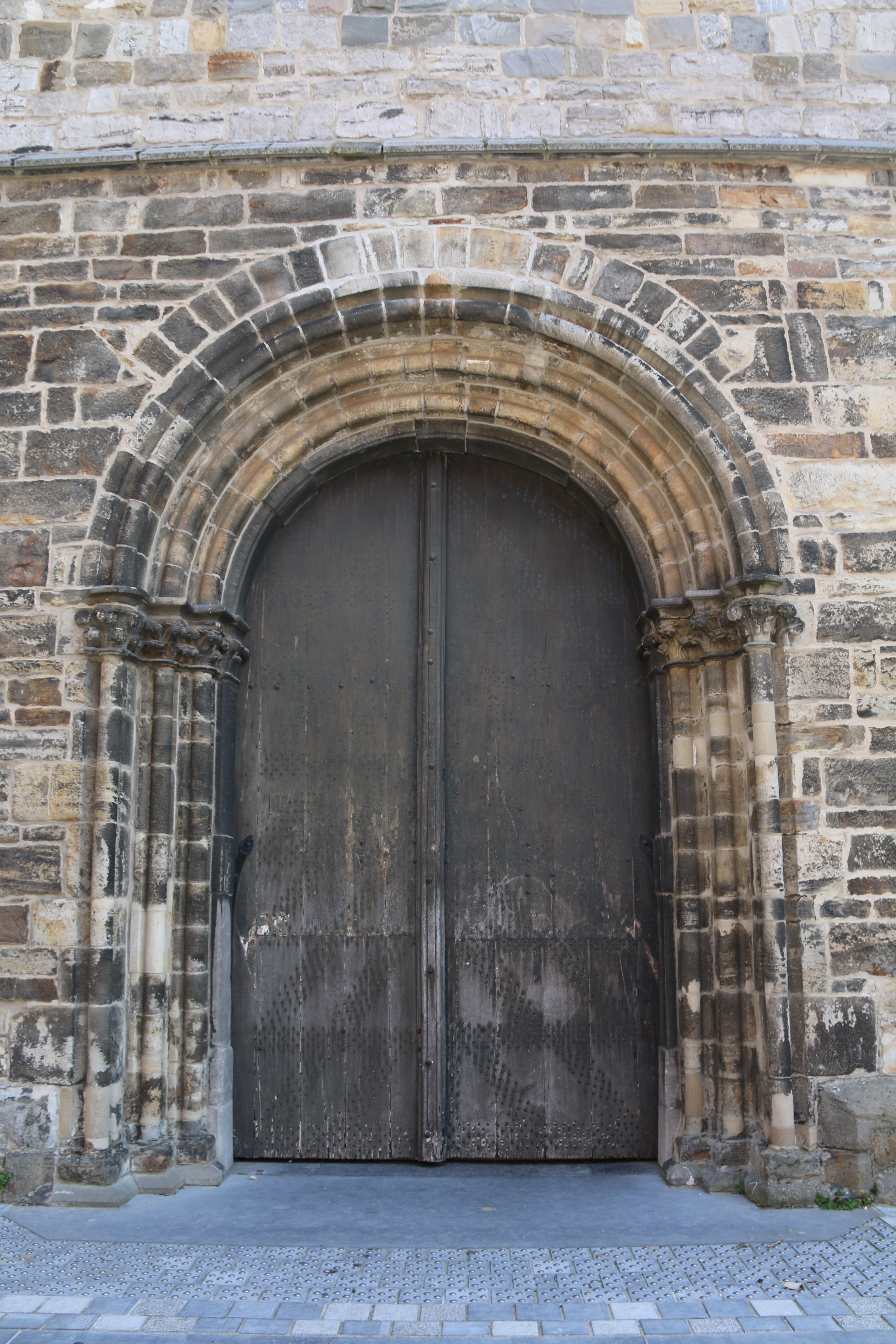
Portal główny
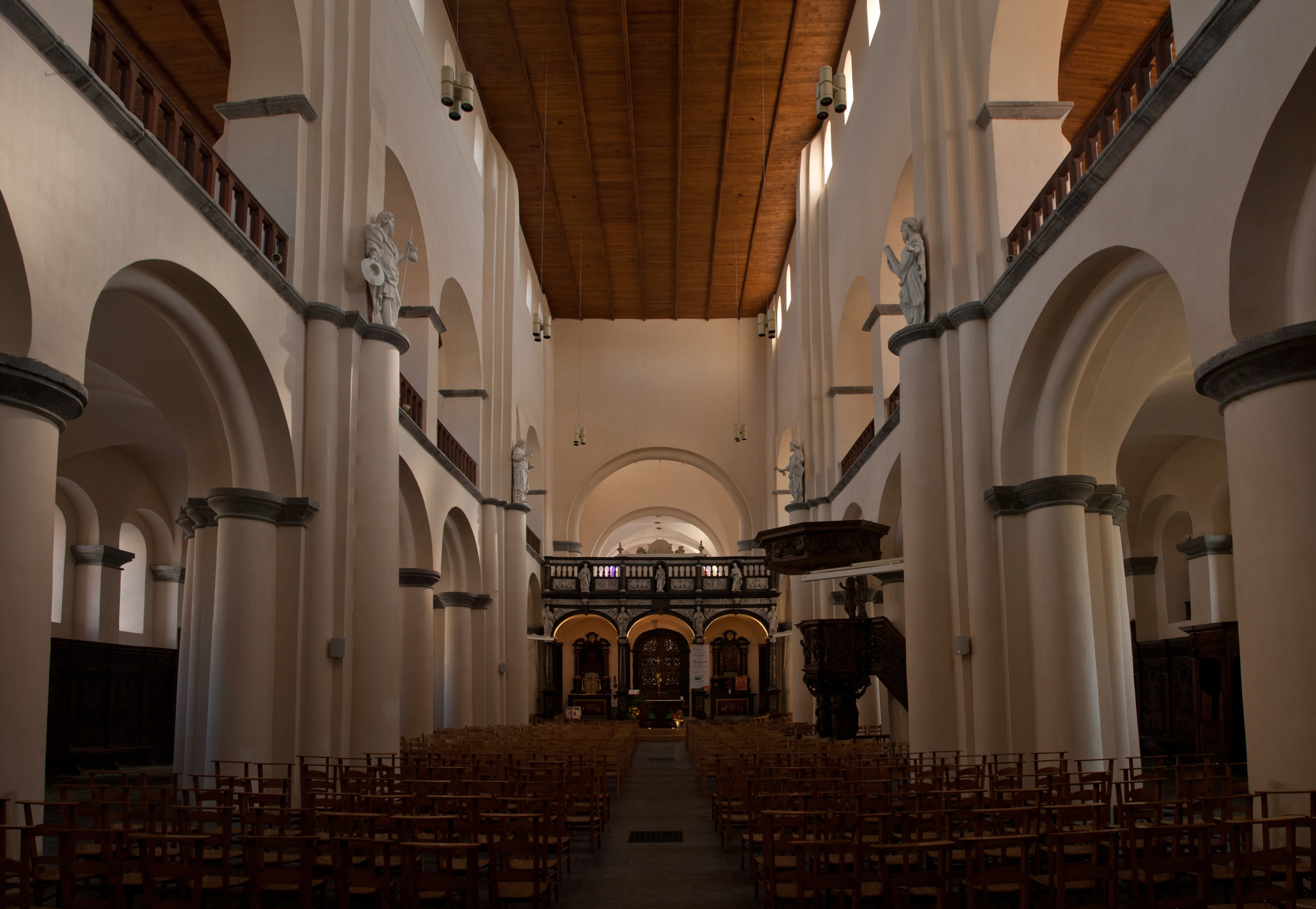
Wnętrze
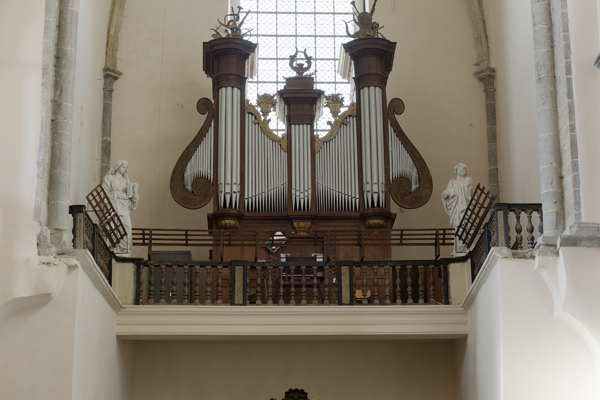
Organy